# ادوار برزن
ادوار برزن (فرانسوی: Édouard Brézin‎؛ زاده ۱ دسامبر ۱۹۳۸) یک فیزیک‌دان اهل فرانسه است.